# 北海道道1046号鵡川厚真線
北海道道1046号鵡川厚真線（ほっかいどうどう1046ごう むかわあつません）は、北海道勇払郡むかわ町と厚真町を結ぶ一般道道（北海道道）である。

## 概要

### 路線データ
- 起点 : 北海道勇払郡むかわ町田浦（北海道道10号千歳鵡川線・北海道道983号米原田浦線交点）
- 終点 : 北海道勇払郡厚真町厚和（北海道道287号厚真浜厚真停車場線交点）
- 路線延長 : 7.4 km（総延長）

## 歴史
- 1984年（昭和59年）3月31日 路線認定[1]。

## 地理

### 通過する自治体
- 胆振総合振興局
  - 勇払郡
    - むかわ町
    - 厚真町

### 交差する道路
むかわ町
- 北海道道10号千歳鵡川線 - 田浦（起点）
- 北海道道983号米原田浦線 - 田浦（起点）

厚真町
- 北海道道287号厚真浜厚真停車場線 - 厚和（終点）

### 沿線にある施設など
厚真町
- 日本ホワイトファーム札幌事業所（日本ハムグループ） - 厚和75-3
- 厚真町立上厚真小学校 - 厚和59-3